# دوستان پرشور
دوستان پرشور (انگلیسی: The Passionate Friends) یک فیلم درام عاشقانهٔ بریتانیایی محصول سال ۱۹۴۹ به کارگردانی دیوید لین و با بازی آن تاد، کلود رینس و تروور هاوارد است. 
این فیلم بر اساس رمان تربیتی داستان دوستان پرشور اثر اچ. جی. ولز ساخته شده است.  فیلم داستان یک مثلث عشقی را توصیف می کند که در آن یک زن نمی تواند رابطه خود را با مرد دیگری رها کند.

دوستان پرشور در بخش جایزه بزرگ جشنواره فیلم کن ۱۹۴۹ با ۲۷ فیلم دیگر رقابت کرد.